# Sender Krasny Bor
Der Rundfunksender Krasny Bor war eine große Sendeanlage für Lang-, Mittel- und Kurzwelle bei Krasny Bor, der auch als Sender Sankt Petersburg oder Funkzentrum №11 (russisch Радиоцентр №11) bezeichnet wird. Er wurde 1961/62 ins Leben gerufen und verfügt neben zahlreichen freistehenden Stahlfachwerktürmen, die Sendeantennen für Kurzwellenrundfunk tragen, über vier selbststrahlende Sendemasten – einen 271,5 Meter hohen Sendemast für Langwellenrundfunk, der mit einer Reusenantenne ausgestattet ist, einen 257 Meter hohen gegen Erde isolierten Sendemast für Mittelwelle, der ebenfalls eine Reusenantenne trägt, einen 106 Meter hohen Sendemast für Mittelwelle, der an mehreren Querträgern Antennendrähte fischbauchartig um den Mast trägt und einen 93 Meter hohen gegen Erde isolierten abgespannten Stahlfachwerkmast.
Der 271,5 Meter hohe Sendemast entstand im Jahr 2002 als Ersatz für einen bei einer Hubschrauberkollision am 5. November 2001 zerstörten 257 Meter hohen Sendemasten.
Am 31. Dezember 2012 wurde der Betrieb der Sendeanlage aufgrund von Sparmaßnahmen seitens der Stimme Russlands eingestellt. Lediglich die Sendetechnik für DVB-T und Mittelwellensender auf 1089 kHz (Radio Teos, 50 kW) blieben in Betrieb.

## Leiter der Sendeanlage
- Wladimir Zygankow, Träger des Verdienstordens für das Vaterland 2. Klasse[2] (seit 1996)
- Wiktor Krutikow, Verdienter Nachrichtentechniker der RSFSR[3] (1983–1996)
- Aleksandr Barabasch (1962–1983)[4]